# ラストライン
『ラストライン』は、堂場瞬一による日本の警察小説。2018年11月9日に文春文庫から刊行された。
2020年6月、テレビ東京系列で、「ラストライン」シリーズ初となるテレビドラマ化され放送された（後述）。

## 概要・あらすじ
定年まであと10年、驚異の記憶力に優れ、行く先々で事件を呼ぶとも言われるベテラン刑事・岩倉剛。自身50歳となる誕生日の目前、捜査一課から所轄の南大田署へと異動になる。その直後、管内で独居老人が殺される事件が発生。元・交番勤務で、同じく異動してきたばかりの後輩女性刑事・伊東彩香と共に事件の捜査に加わるが、その捜査中に新聞記者の自殺も発覚する。二つの事件に関わりはあるのか…

## テレビドラマ
『ドラマスペシャル 堂場瞬一サスペンス ラストライン 刑事 岩倉剛』（ドラマスペシャル どうばしゅんいちサスペンス・ラストライン けいじ いわくらごう）と題し、2020年6月29日の20:00 - 22:08（JST）に、テレビ東京の「月曜プレミア8」で放送した。
主人公となる定年まであと10年のベテラン刑事・岩倉剛役を村上弘明が務め、その相棒となる新人女性刑事・伊東彩香役を志田未来が演じた。
今回のドラマ内では、1932年にパブロ・ピカソ制作の油彩作品「夢/LeReve」を、ピカソの資産を管理するフランスの「Picasso Administration」から、特別に許可・承諾を得て複製使用し、劇中に登場させた。

### キャスト
- 岩倉剛 - 村上弘明[1][8]
- 伊東彩香 - 志田未来[1][8]
- 水谷祐一 - 田口浩正[8][3]
- 木下賢作 - 佐戸井けん太[8][3]
- 本村健太 - 濱津隆之[9][4]
- 松宮真治 - 石田法嗣[8][3]
- 杉田雅之 - 白石隼也[8][3]
- 高岩みどり - 鳥居みゆき[9][4]
- 村沢雄⼆ - ドロンズ石本[8][3]
- 新聞販売店店主 - 伊東孝明[2][10]
- 宮本卓也 - 松田賢二[2][10]
- 松宮和生 - 朝倉伸二[2][10]
- 松岡重夫 - 赤星昇一郎[2][10]
- 近藤洋史 - 鯨井康介[2][10]
- 片田真菜 - 須藤温子[2][10]
- 福沢一太 - 久保田武人[2][10]
- （役名不明） - 齋賀正和[2]
- （役名不明） - 根本正勝[2]
- （役名不明） - 大島啓[2]
- （役名不明） - 大原誠弍[2]
- （役名不明） - 成田美空[2]
- 松宮聡子 - 山下容莉枝[8][3]
- 竹井隆三 - 田中要次[8][3]
- 城戸南 - 世良公則（特別出演）[8][3]
- 三原康夫 - 辻萬長[8][3]
- 赤沢実里 - 芦名星[8][3]
- 田川義直 - 石橋蓮司[8][3]
- 安原康介 - 勝村政信[8][3]
- 西本浩介 - 伊東四朗[8][3]

### スタッフ
- 原作 - 堂場瞬一「ラストライン」（文春文庫）[1]
- 脚本 - 寺田敏雄
- 監督 - 本橋圭太
- 音楽 - fox capture plan[11]
- 劇中ピカソ使用協力 - 株式会社フランス著作権事務所(BCF)
- スタント - 劔持誠
- 技術協力 - ビデオフォーカス、ジースタッフ
- 照明協力 - Kカンパニー
- 美術協力 - テレビ朝日クリエイト
- チーフプロデューサー - 中川順平（テレビ東京）
- プロデューサー - 川村庄子（テレビ東京）、菊池誠（アズバーズ）、木川康利（アズバーズ）
- 制作著作 - テレビ東京、BSテレ東、アズバーズ